# Викторовка (Молдова)
Викторовка (рум. Victorovca) — село в Кантемирском районе Молдавии. Наряду с сёлами Чобалакчия и Флокоаса входит в состав коммуны Чобалакчия.

## История
Викторовка основана в 1909 году группой болгарских переселенцев из села Кортен Тараклийского района Молдавии.
5 июля 1958 года было объединено с селом Чобалакчия, в 1990 году — восстановлено.

## География
Село расположено на высоте 114 метров над уровнем моря.

## Население
По данным переписи населения 2004 года, в селе Викторовка проживает 1322 человека (661 мужчина, 661 женщина).
Этнический состав села:
| Национальность | Число жителей | Процентный состав |
| -------------- | ------------- | ----------------- |
| болгары        | 785           | 59.38             |
| молдаване      | 488           | 36.91             |
| украинцы       | 17            | 1.29              |
| русские        | 16            | 1.21              |
| румыны         | 7             | 0.53              |
| гагаузы        | 1             | 0.08              |
| прочие         | 8             | 0.61              |
| Всего          | 1322          | 100%              |